# Хансен, Аксель Хенри
Аксель Хенри Хансен (норв. Aksel Henry Hansen; 25 июня 1887, Драммен, Бускеруд — 4 января 1980, Лиер, Бускеруд) — норвежский гимнаст, бронзовый призёр летних Олимпийских игр 1912 года по гимнастике в командном первенстве по шведской системе.